# Claude Mongeau
Claude Mongeau est un exécutif ferroviaire[Quoi ?], qui est président-directeur général de la compagnie Canadien National depuis le 1er janvier 2010. 
Né à Montréal, au Québec, M. Mongeau a commencé sa carrière en se joignant au Canadien National en 1994.  Il a tenu des positions de vice-président des finances et stratégie de la compagnie et assistant au vice-président du développement de la corporation. Il fut nommé Vice-Président Exécutif et Chef Financier en octobre 2000.
Avant de se joindre au CN, Claude Mongeau était partenaire avec le Groupe Secor, firme de consultation basé à Montréal, qui donne conseil aux firmes canadiennes tel que Bombardier et Bell Canada. Il travailla aussi pour le développement d'affaire de Imasco Inc, une compagnie diversifié avec des opérations en manufacture, le commerce de détail, et service financier. Sa carrière commença en Europe avec Bain & Company, une compagnie en consultation américaine.
En 1997, Claude Mongeau fut nommé parmi les 40 meilleurs exécutifs au Canada par le Financial Post Magazine. En 2005, il a été nommé Chef de la direction financière de l'année au Canada par un comité indépendant formé de leaders du monde des affaires au Canada.

## Distinctions
Postes d'administrateur:
Compagnie des chemins de fer nationaux du Canada 
SNC-Lavalin 
Association des chemins de fer du Canada 
Le Conseil canadien des chefs d'entreprise 
Études 
Université McGill
Institut supérieur des affaires (France) 
Université du Québec à Montréal
Expérience professionnelle 
Compagnie des chemins de fer nationaux du Canada 
Imasco Limitée 
Groupe Secor Inc. 
Bain and Company (Paris) 
Prix 
Chef de la direction financière de l'année au Canada pour 2005 
40 Canadiens performants de moins de 40 ans
.